# 자롱 (연호)
자롱(베트남어: Gia Long / 嘉隆 가륭 / 1802년 5월 ~ 1819년)은 베트남 응우옌 왕조(阮朝) 자롱 황제(嘉隆帝) 응우옌 푹 아인(阮福映)의 연호이다. 

## 개원
- 후 레 왕조(後黎朝) 까인흥(景興) 63년 5월 2일[1](그레고리력 1802년 6월 1일)에 응우옌 왕조 개창 후, 연호를 자롱(嘉隆)으로 건원함.[2][3][4]

- 자롱(嘉隆) 19년 1월 1일[5](그레고리력 1820년 2월 14일)에 연호를 민망(明命)으로 개원함.[6][7][4]

## 연대 대조표
| 자롱 | 서기(西紀) | 간지(干支) | 청나라 연호     |
| 원년 | 1802년     | 임술(壬戌) | 가경(嘉慶) 7년  |
| 2년  | 1803년     | 계해(癸亥) | 가경 8년        |
| 3년  | 1804년     | 갑자(甲子) | 가경 9년        |
| 4년  | 1805년     | 을축(乙丑) | 가경 10년       |
| 5년  | 1806년     | 병인(丙寅) | 가경 11년       |
| 6년  | 1807년     | 정묘(丁卯) | 가경 12년       |
| 7년  | 1808년     | 무진(戊辰) | 가경 13년       |
| 8년  | 1809년     | 기사(己巳) | 가경 14년       |
| 9년  | 1810년     | 경오(庚午) | 가경 15년       |
| 10년 | 1811년     | 신미(辛未) | 가경 16년       |
| 자롱 | 서기(西紀) | 간지(干支) | 청나라 연호     |
| 11년 | 1812년     | 임신(壬申) | 가경(嘉慶) 17년 |
| 12년 | 1813년     | 계유(癸酉) | 가경 18년       |
| 13년 | 1814년     | 갑술(甲戌) | 가경 19년       |
| 14년 | 1815년     | 을해(乙亥) | 가경 20년       |
| 15년 | 1816년     | 병자(丙子) | 가경 21년       |
| 16년 | 1817년     | 정축(丁丑) | 가경 22년       |
| 17년 | 1818년     | 무인(戊寅) | 가경 23년       |
| 18년 | 1819년     | 기묘(己卯) | 가경 24년       |

## 동시대 연호

### 중국
- 청(淸)
  - 가경(嘉慶) (1796년 ~ 1820년)

- 기타 정권
  - 채견(蔡牽) 광명(光明) (1805년 ~ 1809년)
  - 이문성(李文成) 순천(順天) (1813년)
  - 주모리(朱毛俚) 안조(晏朝) (1814년)

### 일본
- 교와(享和) (1801년 ~ 1804년)
- 분카(文化) (1804년 ~ 1818년)
- 분세이(文政) (1818년 ~ 1830년)

### 란방공화국
- 난방(蘭芳) (1777년 ~ 1884년)

## 같이 보기
- 베트남의 연호